# Senon
Senon település Franciaországban, Meuse megyében. Lakosainak száma 299 fő (2022. január 1.). Senon Loison, Amel-sur-l’Étang, Éton, Foameix-Ornel, Gincrey, Gouraincourt és Vaudoncourt községekkel határos.

## Népesség
A település népessége az elmúlt években az alábbi módon változott:
| Lakosok száma | 306  | 246  | 205  | 289  | 316  | 329  | 336  | 336  | 324  | 299  |
|               | 1968 | 1982 | 1990 | 2006 | 2013 | 2015 | 2017 | 2019 | 2020 | 2022 |